# Jadarite
La jadarite è un minerale scoperto nel novembre 2006 da Chris Stanley del museo di storia naturale di Londra in una miniera nei pressi del fiume Jadar in Serbia dal quale prende il nome.
La jadarite presenta fluorescenza rosa-arancio se esposta a luce ultravioletta.
La formula chimica della jadarite è: LiNaSiB3O7(OH) esprimibile anche con Na2OLi2O(SiO2)2(B2O3)3H2O.

## Curiosità
La formula chimica della jadarite è molto simile a quella immaginaria della kryptonite citata nel film del 2006 Superman Returns. Il minerale scoperto rispetto a quello di fantasia non contiene fluoro ed è di colore biancastro invece che verde (anche se in alcune storie legate a Superman viene citata una varietà di kryptonite bianca).